# Astragalus dahuricus
Astragalus dahuricus är en ärtväxtart som först beskrevs av Pall., och fick sitt nu gällande namn av Dc. Astragalus dahuricus ingår i släktet vedlar, och familjen ärtväxter. Inga underarter finns listade i Catalogue of Life.